# Ökologisches Defizit
Als ökologisches Defizit (englisch ecological debt) bezeichnet man das Ausmaß des Verbrauchs an natürlichen Ressourcen durch eine Gruppe von Konsumenten (einschließlich der Absorption der aus diesen Ressourcen zustande kommenden Abfallstoffe seitens der Natur) bei Überschreitung lokal nachhaltiger Bereitstellung solcher natürlicher Ressourcen sowie bei Überschreitung der Assimilierfähigkeit von Belastungen, denen die Natur ausgesetzt wird. Ein fester Beobachtungszeitraum wird für die Erfassung der Ressourcennutzung zugrunde gelegt.
Das ökologische Defizit ist Gegenstand von Berechnungen, die im Zusammenhang mit ganzheitlicher Ressourcenbilanzierung unternommen werden und unter anderem dazu dienen, Überlegungen zur Nachhaltigkeit empirisch abzustützen, mit Zahlenmaterial zu unterfüttern.

## Betrachtungen im nationalen Rahmen
Das ökologische Defizit eines Landes ergibt sich aus der Gegenüberstellung von nationalem ökologischen Fußabdruck und national verfügbarer Biokapazität, und zwar dann, wenn die Konsum- und Produktionsweisen das Naturkapital übersteigen. Das Auftreten eines ökologischen Defizits zeigt an, dass die Bewohner eines Landes die natürlichen Ressourcen dieses Landes schneller verbrauchen als die Teilökosysteme dieses Landes imstande sind, diese Ressourcen erneut zu generieren. Das ökologische Defizit ist also ein Indikator für mangelnde Nachhaltigkeit.
Es gibt zwei Wege, auf denen ein Land ein ökologisches Defizit erreichen kann:
- es wird Biokapazität aus dem Ausland importiert (ökologisches Handelsdefizit);
- die natürlichen Ressourcen werden übernutzt (etwa durch Überweidung, Überfischung oder durch übermäßige Emittierung von Abgasen, welche die Kohlendioxid-Absorptionsfähigkeit von Meeren und Wäldern dieses Landes überschreiten und somit einen Treibhauseffekt bewirken).

## Kritik
Die Berechnung des ökologischen Defizits eines Landes ist deswegen problematisch, weil Länder mit hoher Biokapazität und niedriger Bevölkerungsdichte (z. B. Kanada) trotz deutlich höheren Ressourcenverbrauchs eine bessere Bilanz aufweisen können als Länder mit niedriger Biokapazität und hoher Bevölkerungsdichte (z. B. Bangladesch).

## Betrachtungen, die über den nationalen Rahmen hinausgehen

### Globale Ressourcenbilanzierungen, jeweils für den Zeitraum eines Jahres betrachtet
Die nordamerikanische Umweltorganisation Global Footprint Network führt diesbezüglich unter anderem Berechnungen durch, bei denen die Nutzung natürlicher Ressourcen seitens aller Staaten der Welt jeweils für den Zeitraum eines Jahres bilanziert wird. So hat sich der Tag, an dem die weltweiten natürlichen Ressourcen eines Jahres jeweils aufgebraucht sind, noch ohne an den Teilökosystemen der Erde eine Übernutzung zu hinterlassen, demnach in den vergangenen Jahren stetig nach vorn verschoben. Während es 1993 am 21. Oktober desselben Jahres so weit war, war der Tag 2003 der 22. September, im Jahr 2013 der 20. August und 2014 der 19. August im jeweiligen Jahr. In diesem imaginären Denkmodell steht die Restzeit des Jahres stellvertretend für das Ausmaß an „Raubbau“ an den natürlichen Ressourcen der Erde. Der besagte Tag wird Earth Overshoot Day oder Ecological Debt Day („Welterschöpfungstag“, „Ökoschuldentag“ oder „Erdüberlastungstag“) genannt. In der langzeitlichen Gesamtschau betrachtet, nutzte im Jahr 1961 die Weltbevölkerung gemäß diesen Berechnungen nur zwei Drittel der jährlichen natürlichen Ressourcen. Das Verhältnis kehrte sich dann in den 70er Jahren wegen der wirtschaftlichen Entwicklung und wegen des Bevölkerungswachstums um.

### Ökologischer Overshoot
Der ökologische Overshoot bezeichnet eine ökologische Überbelastung im globalen Maßstab, die dadurch entsteht, dass auf der Erde mehr natürliche Ressourcen verbraucht werden als in einer angemessenen Zeit wieder erneuert werden könnten. Im Jahre 2008 hat der ökologische Overshoot bereits ein Defizit von ca. 50 % erreicht. Das bedeutet, es würde 1,5 Jahre dauern, um die verbrauchten Ressourcen der Biosphäre aus dem Jahre 2007 zu regenerieren. Man kann also behaupten, dass die Menschheit jährlich die Kapazität von 1,5 Erden in Anspruch nimmt, obwohl nur eine Erde zur Verfügung steht. Dieses Konsumverhalten funktioniert für eine begrenzte Zeit, da der Mensch auf alternative, auf Raubbau an der Natur basierende Ressourcen ausweichen kann. Doch führt dies noch schneller zu irreversibler Erschöpfung.
Weiterhin kann auch das ausgestoßene CO2 nicht in der Zeit absorbiert werden, welche dieses eigentlich benötigt. Folge für unsere Umwelt: globale Erwärmung, Versauerung der Meere. Darunter leiden wiederum die Ökosysteme, welche die biologischen Ressourcen liefern und von denen die Menschheit abhängig ist.

## Definitionsgrenzen
Einige Aktivitäten wie Wassernutzung oder Verbrauch von Mineralien und Erzen gehen nicht mit in die Berechnungen ein. Neben den für den nationalen Rahmen formulierten „nationalen Fußabdruck-Konten“ (National Footprint Accounts) gibt es auch sogenannte Input-Output-Modelle, die auch weitergehende indirekte Ressourcenerfordernisse erfassen.
Das Gegenteil des ökologischen Defizits wird in der Fachliteratur als ökologisches Guthaben oder ökologische Reserve bezeichnet.
Die Institution des Umweltprogramms der Vereinten Nationen UNEP fordert, dass solche Art Ressourcenbilanzierungen in ökonomische Berechnungen mit eingehen, um wiederum damit einhergehend das Rating eines jeden Staates entsprechend zu beeinflussen.